# Stichting voor Auteursrechten in Suriname
De Stichting Auteursrechten Suriname (Sasur) was een belangenorganisatie voor het afdragen van auteursrechten in Suriname. Sasur had van 2005 tot 2015 een vergunning op grond van de toenmalige wetgeving om artiesten op auteursrechtengebied te vertegenwoordigen.

## Geschiedenis
De feitelijke oprichting van Sasur bestond uit de vergunningverlening door minister Siegfried Gilds op 21 april 2005, omdat Sasur hiermee het recht verkreeg om te bemiddelen op het gebied van auteursrechten. De directie van Sasur was in handen van Madhavi Gangapersad. De Wereldorganisatie voor de Intellectuele Eigendom (WIPO) had toen al enige tijd aangedrongen op het respecteren van het intellectueel eigendomsrecht in Suriname.
Sasur hield het eerste proefproces tegen de Surinaamse omroeporganisatie Rapar Broadcasting Network en won deze op 1 december 2006. Eigenaar Faried Pierkhan redeneerde tot die tijd nog dat de auteurswet uit 1913 een dode letter in het Surinaamse wetboek was, vergelijkbaar met de doodstraf die ook niet meer toegepast werd. Rapar kreeg per overtreding een dwangsom opgelegd als muziek nogmaals onvergoed gebruikt zou worden als herkenningsmelodie. Het betekende nog geen einde aan de rechtszaken tussen beide organisaties en het geschil werd uiteindelijk in 2013 beslecht met een overeenkomst.
Door winst in de zaak tegen Rapar in 2006 wist Sasur zich in Suriname te vestigen en partijen naar de onderhandelingstafel te dwingen om afspraken te maken over het afrekenen van auteursrechten. Eerder hadden omroeporganisaties de uitnodigingen van Sasur vaak geweigerd. Hierop waren ook uitzonderingen van omroepers die auteursrechten wel al decennialang afrekenden.
De Vereniging Radio- & Televisiebedrijven Suriname (VRTS) was het niet eens met de opstelling van Sasur omdat hun leden de vergoedingen niet konden betalen en omdat Sasur geen duidelijkheid verschafte over de grondslag onder haar vorderingen. De VRTS kreeg gehoor in De Nationale Assemblée die ze meerdere keren benaderde om een einde te maken aan de "ontstane maatschappelijke onrust", zoals Harish Monorath van de partij Nieuw Suriname het in 2013 verwoordde.
In 2015 bedreigde een rechtszaak van Sasur het voortbestaan van de publieke radiozender SRS. Het bracht een protestdemonstratie naar het parlement in beweging waarin vertegenwoordigers van de VRTS, de SAV (Surinaamse Artiesten Vereniging) en de VSO (Vereniging van Show Organisatoren) meeliepen. De regering besloot hierop in te grijpen en nam op 14 maart 2015 een wet aan waarin de stichtingsvorm werd afgeschaft om muziekmakers te vertegenwoordigen in auteursrechtenzaken. Het bestaansrecht van Sasur kwam hiermee ten einde.